# خوليو سيزار أرمنداريز
خوليو سيزار أرمنداريز (بالإسبانية: Julio César Armendáriz) هو لاعب كرة قدم مكسيكي في مركز الوسط، ولد في 13 أبريل 1962 في مونتيري في المكسيك. لعب مع سانتوس لاغونا.